# Фридерика Ганноверская (1848—1926)
Фридерика Ганноверская (нем. Friederike von Hannover und Cumberland; 9 января 1848, Ганновер — 16 октября 1926, Биарриц) — немецкая принцесса из Ганноверской династии. После замужества проживала в основном в Англии, где принимала активное участие в жизни общества.

## Биография
Фридерика — старшая дочь наследного принца Ганновера (впоследствии короля Георга V) и его жены, принцессы Марии Саксен-Альтенбургской. Как правнучка короля Георга III по мужской линии, в Соединённом Королевстве она носила титул принцессы с обращением «Её Высочество».
В январе 1866 года премьер-министр Пруссии Отто фон Бисмарк начал переговоры с Ганновером относительно заключения брака между Фридерикой и прусским принцем Альбрехтом. Этим планам не было суждено увенчаться успехом, так как напряженность между Ганновером и Пруссией возрастала и позднее привела к Австро-прусской войне, в которой Ганновер принимал участие на стороне Австрии.
В 1866 году отец Фридерики, король Ганновера, был свергнут, королевство Ганновер аннексировано Пруссией, а королевская семья поселилась в Гмундене в Австрии.
С конца 1870-х годов Фридерика несколько раз побывала в гостях у родни в Англии. В это время к ней сватались её кузен принц Леопольд Георг, герцог Олбани и принц Александр Оранский, младший сын короля Нидерландов Виллема III. Но Фридерика была влюблена в сына чиновника герцогства Саксен-Кобург-Гота. 24 апреля 1880 года в Виндзорском замке состоялась свадьба Фридерики Ганноверской с фрайхерром Альфонсом фон Павел-Раммингеном. Чета проживала в Хэмптон-корте, где у них родилась и вскоре умерла дочь Виктория Джорджина Беатрис Мод Анн.